# Hedwig van Polen (1373-1399)

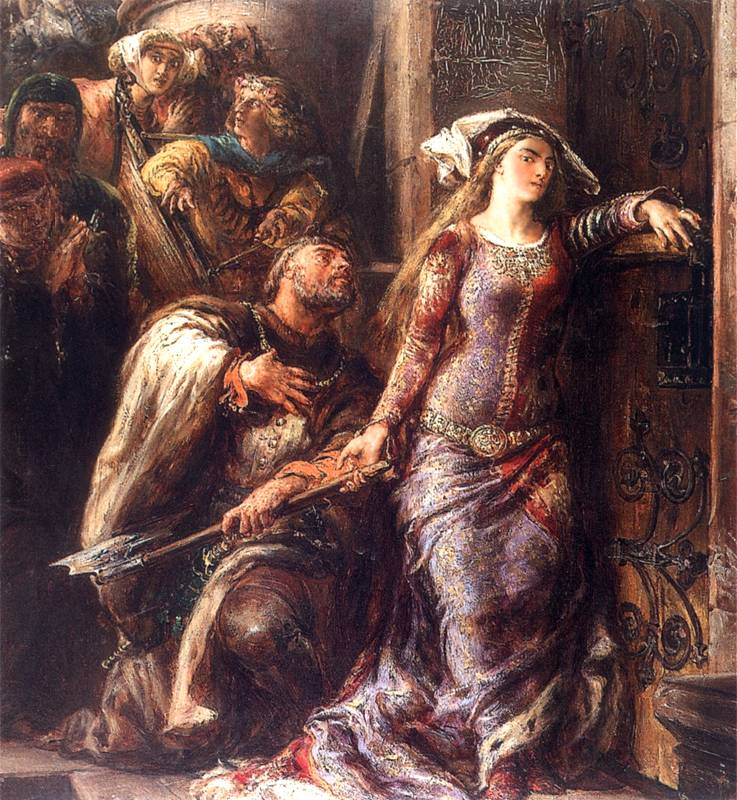
Dimitri van Goraj overtuigt Hedwig om het kasteel niet te verlaten
(19e eeuw), Jan Matejko

Hedwig van Polen (Pools: Jadwiga) (Boeda, 3 oktober 1373 - Krakau, 17 juli 1399) was de jongste dochter van Elisabeth van Bosnië en Lodewijk de Grote, koning van Hongarije en Polen. Onmiddellijk na haar geboorte werd ze verloofd met hertog Willem I van Stiermarken. Ze werd na het overlijden van haar vader in 1384 koningin van Polen (Latijn: Hedvigis Dei Gracia Rex Poloniae).

## Biografie

### Jeugd
Hedwig werd geboren in Boeda en haar ouders stuurde haar als kind naar het hof in Wenen. Ze leefde daar onder de bescherming van hertog Leopold III van Oostenrijk en aan diens hof verkreeg ze ook haar opleiding. Volgens sommige kroniekschrijvers kon ze zeven verschillende talen spreken. Hedwigs vader Lodewijk I van Hongarije koppelde zijn dochters al op zeer jonge leeftijd aan een echtgenoot. Op vijfjarige leeftijd vierde Hedwig haar "voorlopig huwelijk" met Leopolds zoon Willem van Stiermarken. Op 15 juni 1378 werden Hedwig en Willem verbonden tijdens een ceremonie in Hainburg.

### Successie en huwelijk
Omdat Lodewijk I alleen maar dochters had en geen zoons tekende hij in 1374 het Privilege van Koszyce met de Poolse edelen. Hierin schonk hij de edelen de nodige rechten, maar verplichtte hij dat zij een van zijn dochters tot heerser van Polen zouden maken. Maria van Hongarije werd de Poolse troonopvolger en Hedwig zou Hongarije erven. In 1382 overleed koning Lodewijk en na zijn dood riep Elisabeth Maria uit tot koning van Hongarije.
De Poolse edelen zouden slechts een van de dochters van Lodewijk als koning erkennen en zij eisten dat zij in Polen zou wonen en een door hen gekozen man zou trouwen. Elisabeth weigerde met haar dochter Maria naar Polen te verhuizen en om enige greep op Polen te houden stuurde ze Hedwig naar Polen. Op tienjarige leeftijd verliet Hedwig Hongarije om in Polen te gaan wonen.
In de grootvorst van Litouwen, Jogaila, vonden de Poolse edelen een geschikte nieuwe huwelijkskandidaat voor Hedwig. Met een verbintenis tussen Polen en Litouwen zouden de Poolse edelen hun macht flink kunnen vergroten. De paganistische Jogaila ging akkoord met het huwelijk en zou zich daarvoor ook speciaal laten dopen. Volgens de geschiedenis van Jan Dlugosz wilde Hedwig nog steeds met Willem trouwen en toen hij in de stad was zou Hedwig een bijl hebben gegrepen om daarmee de deur te lijf te gaan zodat ze haar echtgenoot kon opzoeken. Alleen de overredingskracht van ridder Dimitri van Goraj kon haar razernij doen stoppen. In januari 1386 huwde Hedwig met Jogaila die de Poolse naam Wladislaus aannam.
De kroning van Hedwig vond plaats op 16 oktober 1384 in de Wawelkathedraal in Krakau. Ze werd daar gekroond tot koning, omdat de Poolse wet geen opvolging in de vrouwelijke lijn erkende. Door het verdrag dat de edelen met Lodewijk hadden gesloten kon ze toch tot koning worden uitgeroepen.

### Regering
De dood van Lodewijk I leidde in Hongarije tot een successiestrijd waarbij de moeder van Hedwig gewurgd werd door politieke tegenstanders en toen Hedwig dit nieuws vernam trok ze aan het hoofd van een leger naar Hongarije. Bijna alle gouverneurs steunden haar en Hedwig beloofde dat het koninkrijk Roethenië nooit meer gescheiden zou worden van Polen. De kroniekschrijvers uit deze tijd hadden waardering voor de kwaliteiten van Hedwig als diplomaat en onderhandelaar. Ook slaagde ze in 1396 in om een tijdelijke vrede te sluiten met de Duitse Orde.

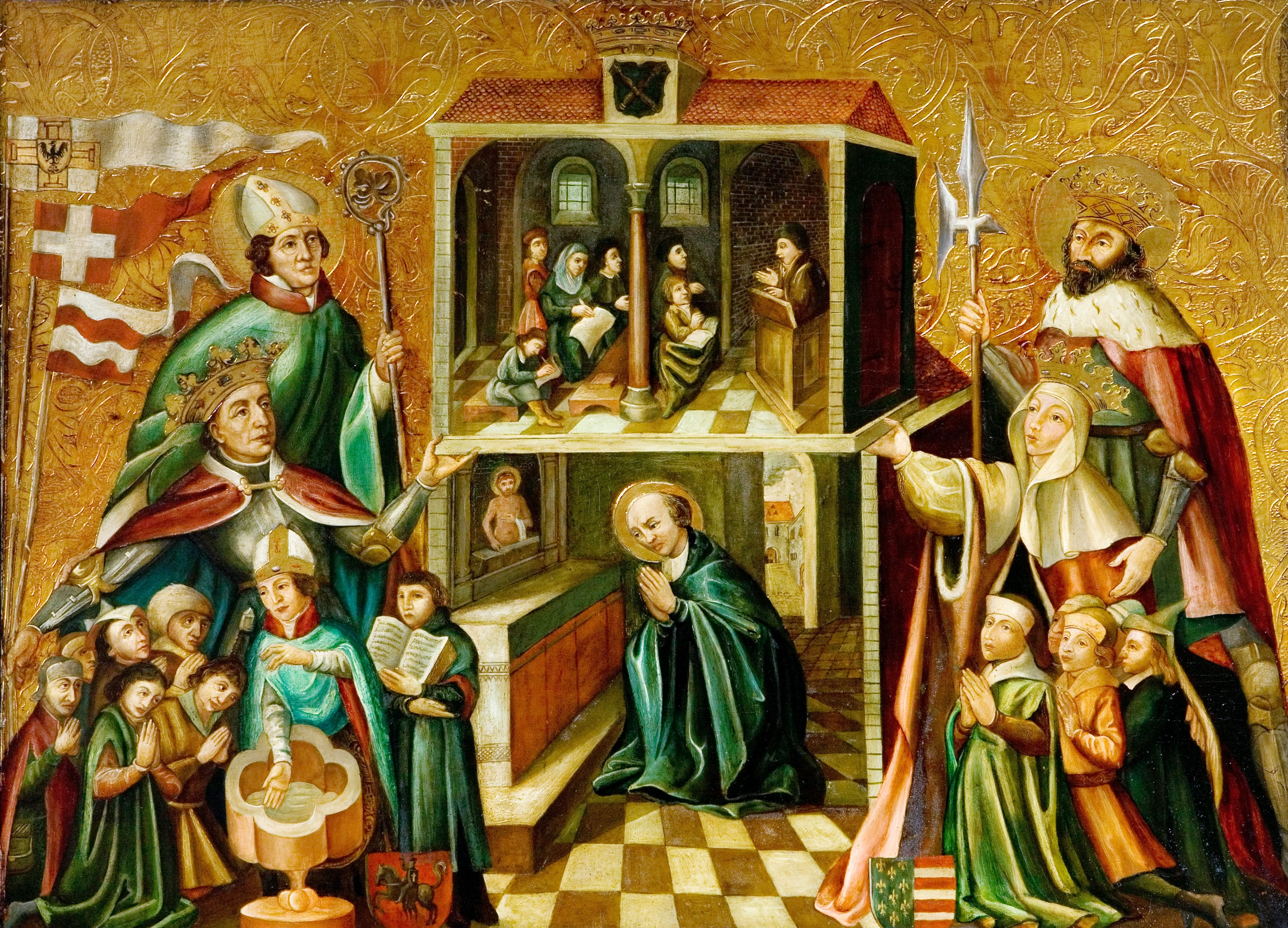
De stichting van de Jagiellonische universiteit
(16e eeuw), Museum UJ

In het binnenland financierde Hedwig persoonlijk de reparatie van oude kerken en werden er dankzij haar hulp ook verschillende nieuwe kerken gebouwd. Daarnaast stond ze aan de basis van de stichting van de Jagiellonische Universiteit. Pas een paar maanden na haar dood, in 1399, werd de universiteit officieel gesticht.
Op 22 juni 1399 beviel Hedwig van haar eerste en enige kind, Elisabeth Bonifacia. Drie weken na de geboorte overleed het kind al en vier dagen later overleed ook Hedwig. Moeder en dochter werden samen begraven in de Wawelkathedraal.

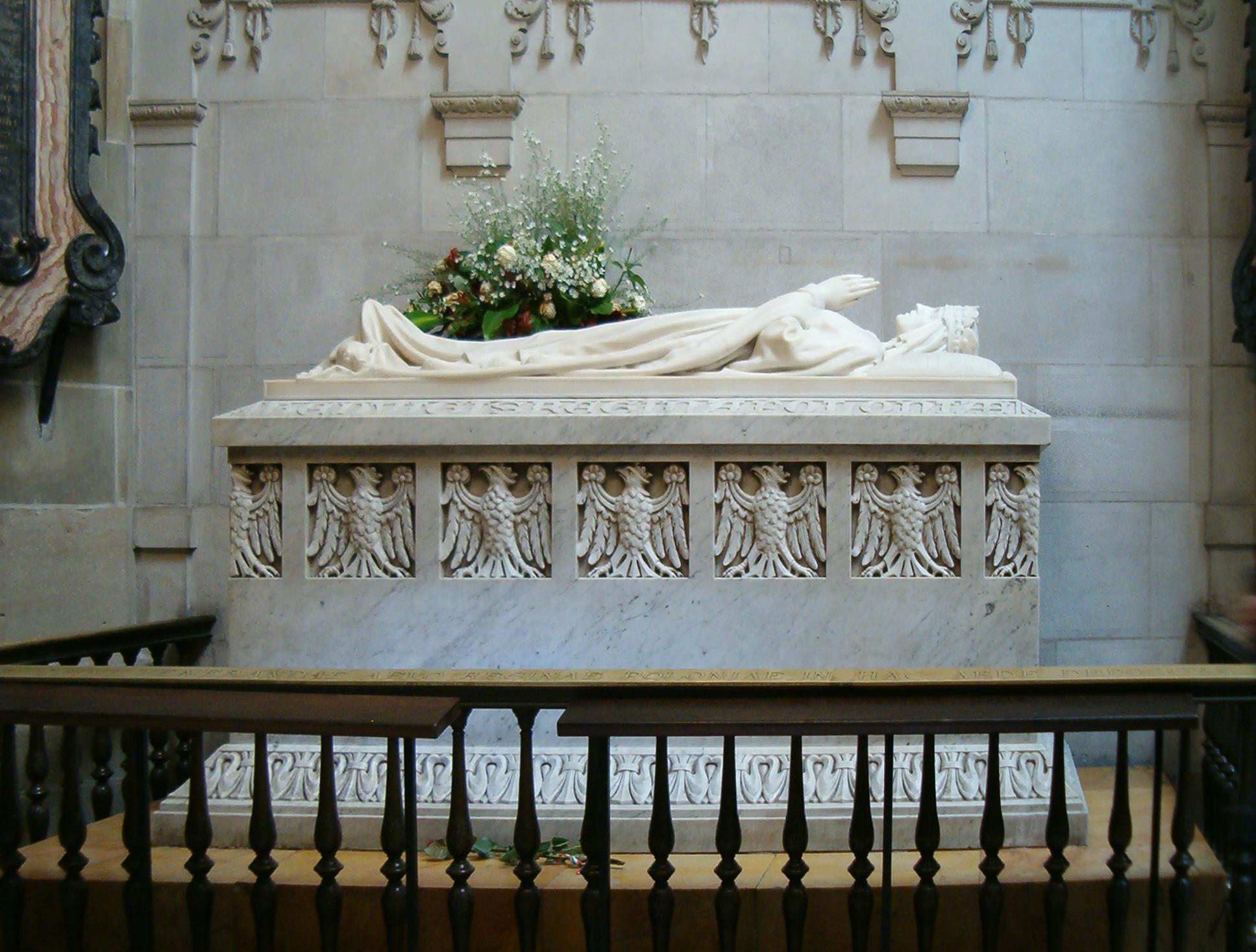
De twintigste-eeuwse sarcofaag van Hedwig van Polen in de Wawelkathedraal

## Graf
In eerste instantie lag Hedwig begraven op een prominente plek in de Wawelkathedraal, pal naast het hoofdaltaar. Boven het graf bracht men een naamplaat aan met de tekst: SIDUS POLONORUM IACET HIC, HEDVIGIS (hier ligt de ster van Polen, Hedwig). In 1886 werd haar graf de voor de eerste keer geopend. De schilder Jan Matejko werd gevraagd de beenderen te onderzoeken en een reconstructie van haar te schilderen. Bij het opmeten van haar botten kwamen de onderzoekers erachter dat Hedwig 1,80 meter lang is geweest. In 1949 werd het graf voor een tweede keer geopend zodat Hedwig ten ruste kon worden gelegd in een nieuwe sarcofaag die voor haar was vervaardigd.

## Heiligverklaring
Hedwig werd in 1997 in Krakau heilig verklaard. Haar feestdag is op 28 februari of 17 juli.

## Voorouders
| Voorouders van Hedwig van Polen | Voorouders van Hedwig van Polen                                             | Voorouders van Hedwig van Polen                                             | Voorouders van Hedwig van Polen                                            | Voorouders van Hedwig van Polen                                            | Voorouders van Hedwig van Polen                                         | Voorouders van Hedwig van Polen                                         | Voorouders van Hedwig van Polen                                         | Voorouders van Hedwig van Polen                                         |
| ------------------------------- | --------------------------------------------------------------------------- | --------------------------------------------------------------------------- | -------------------------------------------------------------------------- | -------------------------------------------------------------------------- | ----------------------------------------------------------------------- | ----------------------------------------------------------------------- | ----------------------------------------------------------------------- | ----------------------------------------------------------------------- |
| Overgrootouders                 | Karel Martel van Anjou (1271-1295) ∞ 1270 Clemence van Habsburg (1262-1295) | Karel Martel van Anjou (1271-1295) ∞ 1270 Clemence van Habsburg (1262-1295) | Wladislaus de Korte (1260-1332) ∞ Hedwig van Kalisz (1266-1339)            | Wladislaus de Korte (1260-1332) ∞ Hedwig van Kalisz (1266-1339)            | Stefanus I van Bosnia (1242-1314) ∞ Elizabeth van Servië (1280-1331)    | Stefanus I van Bosnia (1242-1314) ∞ Elizabeth van Servië (1280-1331)    | Casimir III van Gniewkowo (1280-1350) ∞ ? (-)                           | Casimir III van Gniewkowo (1280-1350) ∞ ? (-)                           |
| Grootouders                     | Karel I Robert van Hongarije (1288-1341) ∞ Elisabeth van Polen (1305-1380)  | Karel I Robert van Hongarije (1288-1341) ∞ Elisabeth van Polen (1305-1380)  | Karel I Robert van Hongarije (1288-1341) ∞ Elisabeth van Polen (1305-1380) | Karel I Robert van Hongarije (1288-1341) ∞ Elisabeth van Polen (1305-1380) | Stefanus II Kotromanić (1301-1331) ∞ Elisabeth van Gniewkowo (-)        | Stefanus II Kotromanić (1301-1331) ∞ Elisabeth van Gniewkowo (-)        | Stefanus II Kotromanić (1301-1331) ∞ Elisabeth van Gniewkowo (-)        | Stefanus II Kotromanić (1301-1331) ∞ Elisabeth van Gniewkowo (-)        |
| Ouders                          | Lodewijk I van Hongarije (1326-1382) ∞ Elisabeth van Bosnië (1340-1387)     | Lodewijk I van Hongarije (1326-1382) ∞ Elisabeth van Bosnië (1340-1387)     | Lodewijk I van Hongarije (1326-1382) ∞ Elisabeth van Bosnië (1340-1387)    | Lodewijk I van Hongarije (1326-1382) ∞ Elisabeth van Bosnië (1340-1387)    | Lodewijk I van Hongarije (1326-1382) ∞ Elisabeth van Bosnië (1340-1387) | Lodewijk I van Hongarije (1326-1382) ∞ Elisabeth van Bosnië (1340-1387) | Lodewijk I van Hongarije (1326-1382) ∞ Elisabeth van Bosnië (1340-1387) | Lodewijk I van Hongarije (1326-1382) ∞ Elisabeth van Bosnië (1340-1387) |
| Hedwig van Polen (1373-1399)    |                                                                             |                                                                             |                                                                            |                                                                            |                                                                         |                                                                         |                                                                         |                                                                         |